# Un po' di te (Luca Sepe)
Un po' di te è un singolo del cantautore italiano Luca Sepe, pubblicato nel 1998 come estratto dal primo album in studio E il vento farà il resto.

## Descrizione
Il brano, scritto dallo stesso cantautore con Fausto Leali, Enzo Malepasso e Michele Schembri, è stato presentato in gara al Festival di Sanremo 1998, classificandosi al terzo posto nella sezione "Giovani", piazzamento che ha consentito l'ammissione alla finale della sezione "Campioni", dove si è piazzato al settimo posto al termine della manifestazione.
Nel 2004 è uscita una nuova versione del singolo presente nell'album Raccogliendo i pensieri.